# Tam phủ

Nhìn trái sang phải Mẫu Thượng Ngàn, Mẫu Thượng Thiên, Mẫu Thoải

Tam phủ là danh từ để chỉ ba vị thần thánh trong hệ thống tín ngưỡng Việt Nam gồm: Mẫu Thượng Thiên, Mẫu Thượng Ngàn và Mẫu Thoải, cai quản những lĩnh vực quan trọng nhất của một xã hội nông nghiệp. 

## Thượng Thiên Thánh Mẫu
Thượng thiên thánh mẫu là vị thánh cai quản cõi trời, trước hết là đại diện cho nguồn sinh lực vô biên, cốt lõi của sự sống và mọi nguồn hạnh phúc. Qua Bà mà người ta mong mọi việc của bầu trời được diễn ra theo quy luật hiền hòa…
Bà còn được biết đến là Mẫu Liễu Hạnh của Tứ bất Tử trong tín ngưỡng dân gian Việt Nam.

## Thượng Ngàn Thánh Mẫu
Thượng Ngàn Thánh Mẫu là Thánh mẫu thế gian gắn với người Việt từ thời nguyên thủy. Trước đây, bà không chỉ có mặt ở rừng núi mà còn có mặt ở khắp mọi miền theo cơ cấu của làng xóm cổ truyền (rừng Sinh Dược - Bái Đính - Ninh Bình; rừng Báng – Đình Bảng – Bắc Ninh; rừng Sặt – Hải Dương; rừng Liên Bạt - Ứng Hòa – Hà Nội,…). Rừng là nơi chứa đựng những của cải tiềm ẩn, nuôi sống con người khi giáp hạt mất mùa; nơi để kiếm chất đốt và nam nữ tình tự; đặc biệt là nơi chôn người chết. Vì thế trong tư duy của người Việt, bà mẹ rừng tối linh tối thiện đã nâng đỡ các kiếp đời người đã qua, để những người có tâm lành tái sinh được thành Cô và Cậu (trong hệ thống điện thờ mẫu thì phần lớn các Cô, Cậu được đặt ở ban thờ này).

## Thủy Cung Thánh Mẫu
Mẫu Thoải (Thủy) hay Bà Chúa Lạch là vị thánh cai quản mọi miền của nước, biển, sông, suối, đầm, hồ. Bà được người nông dân Việt hết sức kính trọng, hệ thống thờ Bà và các thần linh liên quan có mặt hầu như ở khắp mọi nơi, như một sự đảm bảo cho nguồn nước nông nghiệp luôn được đầy đủ, và sau này Bà còn mang thiên chức gần giống với Quan Âm Nam Hải trong tư cách vị thần gắn với thương mại và chài lưới.